# La Esperanza (Sogorb)
|  | Aquest article tracta sobre el paratge de Sogorb. Si cerqueu l'ermita i antic monestir al municipi de Sogorb, vegeu «Nuestra Señora de la Esperanza». |

La Esperanza és un paratge natural municipal del municipi de Sogorb (Alt Palància). Declarat per acord de la Generalitat Valenciana el 27 de gener de 2006. La muntanya la Esperanza, per la seua proximitat al nucli urbà, s'utilitza com a zona d'esbarjo i passeig per als ciutadans de Sogorb, que busquen tranquil·litat en un entorn natural. Hi ha zones de pícnic amb taules i bancs de formigó i pedra, i també fonts d'aigua potable.
Dins de l'àmbit del paratge hi ha la font de la Esperanza. A més, el paratge presenta elements destacables des del punt de vista historicocultural, com ara les ruïnes del convent dels Jerònims de Nuestra Señora de la Esperanza, i l'ermita de la mateixa Verge, amb referències documentals del segle xiv.

## Orografia
La muntanya de La Esperanza es correspon a un xicotet turó que s'eleva fins a una altura màxima de 445 metres des d'un nivell de cota dels terrenys que la rodegen de vora els 400 metres. Des del punt de vista geomorfològic, la zona pertany a la unitat del domini triàsic d'Espadà, i més en concret a la subunitat Calderona-Alt Palància. Els materials mesozoics són els que hi predominen, en concret les roques que afloren en la zona són toves calcàries.

## Flora i fauna
En relació amb la vegetació, de la mateixa manera que la resta d'elements biòtics del paratge, es troba prou antropitzada. Les espècies principals que hi habiten provenen de plantacions. La massa de pineda exerceix una important funció de protecció del sòl enfront de l'erosió, ja que està situat en una zona on, per la seua litologia, el risc d'erosió és molt alt i, tot i això, el seu grau és baix a causa de la cobertura vegetal.
Quant a la fauna, de la mateixa manera que en el cas de la vegetació, està afectada per un alt grau d'influència antròpica. Es troben algunes espècies de rèptils i mamífers. Tanmateix el grup més representatiu el formen les aus.